# Clásico de Dubái
El Clásico de Dubái fue un torneo profesional de snooker que se celebró diferentes localizaciones entre 1988 y 1996. La primera edición, bajo el título de «Masters de Dubái», fue de invitación, pero pasó luego a ser de ranking y, con diferentes nombres como «Clásico de Dubái», «Clásico de Tailandia» y «Clásico de Asia», se prolongó hasta la edición final de 1996, que se llevó Ronnie O'Sullivan.

## Historia

### Ganadores
| Año                               | Ganador           | Resultado | Subcampeón     | Sede                | Referencias |
| --------------------------------- | ----------------- | --------- | -------------- | ------------------- | ----------- |
| Masters de Dubái (de invitación)  |                   |           |                |                     |             |
| 1988                              | Neal Foulds       | 5-4       | Steve Davis    | Dubái               | [ 1 ]       |
| Clásico de Dubái (de ranking)     |                   |           |                |                     |             |
| 1989                              | Stephen Hendry    | 9-2       | Doug Mountjoy  | Dubái               | [ 1 ]       |
| 1990                              | Stephen Hendry    | 9-1       | Steve Davis    | Dubái               | [ 1 ]       |
| 1991                              | John Parrott      | 9-3       | Tony Knowles   | Dubái               | [ 1 ]       |
| 1992                              | John Parrott      | 9-8       | Stephen Hendry | Dubái               | [ 1 ]       |
| 1993                              | Stephen Hendry    | 9-3       | Steve Davis    | Dubái               | [ 1 ]       |
| 1994                              | Alan McManus      | 9-6       | Peter Ebdon    | Dubái               | [ 4 ]       |
| Clásico de Tailandia (de ranking) |                   |           |                |                     |             |
| 1995                              | John Parrott      | 9-6       | Nigel Bond     | Bangkok (Tailandia) | [ 3 ]       |
| Clásico de Asia (de ranking)      |                   |           |                |                     |             |
| 1996                              | Ronnie O'Sullivan | 9-8       | Brian Morgan   | Bangkok (Tailandia) | [ 2 ]       |